# 伊藤綺夏
伊藤 綺夏（いとう あやか、1998年（平成10年）5月1日 - ）は日本の女優。宮城県出身、神奈川県育ち。

## 略歴
- 2004年10月、『こちら本池上署』にて子役としてデビュー。
- 2007年4月、オーディションにてさくらももこ（まる子）役に選ばれ、フジテレビ系列のドラマ/バラエティ番組『まるまるちびまる子ちゃん』に主演で1年間出演。
- 2011年、ジュネス企画からアミューズに移籍。
- 2012年のテレビドラマ出演を最後に活動が途絶えており、現在は事務所プロフィールから削除されている。なお、正式に引退したかどうかは定かでない。

## 出演
役名の太字は主演作品。

### テレビドラマ
- こちら本池上署 第4シリーズ 第1話（2004年10月11日、TBS）
- 西遊記 第1話（2006年1月9日、フジテレビ）
- 人生はフルコース 第2 - 3話（2006年7月8日 - 15日、NHK）
- 麗わしき鬼（2007年4月2日 - 6月29日、東海テレビ） - 南崎悠子役（幼少期） 役
- まるまるちびまる子ちゃん（2007年4月19日 - 2008年2月28日、フジテレビ） - さくらももこ（まる子） 役
- 水戸黄門 第38部 第23話（2008年6月23日、TBS） - 茜 役
- 主水之助七番勝負〜徳川風雲録外伝〜 第2話（2008年10月27日、テレビ東京） - 三奈（少女期） 役
- 血液型別 オンナが結婚する方法 第4夜 「AB型オンナが結婚する方法」（2009年2月26日、フジテレビ） - 権田原真理 役
- トミカヒーロー レスキューファイアー（2009年4月4日 - 2010年3月27日、テレビ愛知） - 大河飛鳥 役
- 地デジカ家族（2009年11月23日 - 27日、フジテレビ） - 大柳聡美 役
- インディゴの夜 エピソード4（2010年1月26日 - 2月1日、東海テレビ） - 楠祐梨亜 役
- スクール!!（2011年1月16日 - 3月20日、フジテレビ） - 伊藤かすみ 役
- 名前をなくした女神 第2・10話（2011年4月19日・6月14日、フジテレビ） - 安野ちひろ（中学生時代：内藤ちひろ） 役
- 推定有罪（2012年3月25日 - 4月22日、WOWOW） - 加山舞 役

### CM
- 大阪ガス ガスファンヒーター（2004年）
- 東陶機器 TOTO 高級システムキッチン（2004年）
- ティンカーベル（2004年）
- タカラトミー バスタイムリカちゃん（2004年）
- 花王 ファミリーピュア（2004年）
- バンダイ「ピンキーキャッチュ」「ドリームコレット」
- 羅羅屋 ララちゃんランドセル（2005年）
- カッパ・クリエイト かっぱ寿司（2006年）
- 九州電力（2007年）
- セイバン天使のはねランドセル（2008年）

### PV
- キンモクセイ「さよならの表情」(2006年)

### 広告
- タカラトミー バスタイムリカちゃん
- キヤノン パワーショット
- パナソニック
- Silver OX リーデンススクエア はるひ野
- ローランド
- ミキハウス
- 小田原ダイナシティ2005夏のキャンペーン

### 雑誌
- オリコン・エンタテインメント キッズスタイル
- 学習研究社 Piccolo
- 月刊Audition 2008年1月号
- キッズ☆デビューHAPPYカタログ
- アイメディア KIDS HAIR Girls & Boys 2008

### カタログ
- キヤノン パワーショット
- ニッセン なかよし共和国2005春号
- 羅羅屋 ららちゃんランドセル
- ムトウ生協 メンズアンドチャーチム
- ムトウカタログ